# Mungeli
Mungeli är en ort i Indien.   Den ligger i distriktet Bilāspur och delstaten Chhattisgarh, i den centrala delen av landet, 900 km sydost om huvudstaden New Delhi. Mungeli ligger 287 meter över havet och antalet invånare är 27 698.
Terrängen runt Mungeli är mycket platt. Runt Mungeli är det tätbefolkat, med 286 invånare per kvadratkilometer. Det finns inga andra samhällen i närheten. Trakten runt Mungeli består till största delen av jordbruksmark.